# Ramiz Kelmendi
Ramiz Jakup Kelmendi (ur. 20 grudnia 1930 w Peciu, zm. 12 stycznia 2017 w Prisztinie) – jugosłowiański i kosowski publicysta oraz tłumacz.
Na jego dorobek pisarski składały się 12 tomy opowiadań, 8 powieści, kilkadziesiąt dzienników podróżniczych, 39 tekstów satyrycznych, jeden scenariusz filmowy, 4 podręczniki, jedną monografię oraz tysiące artykułów publicystycznych; był także odpowiedzialny za kilka słuchowisk radiowych oraz telewizyjnych. W latach 70. i 80. tłumaczył z języka serbskiego na albański utwory autorstwa m.in. George'a Orwella, Franza Kafki, Milana Kundery, Güntera Grassa, Carlosa Castanedy, Ernesto Sábato, Miroslava Krležy oraz Danila Kiša.

## Życiorys
Ukończył szkołę podstawową oraz gimnazjum w Peciu, jednak przed rozpoczęciem nauki w szkole średniej został uwięziony przez władze jugosłowiańskie z powodów politycznych; w 1945 roku należał do grupy propagującej włączenie Kosowa w granice Albanii, za co w następnym roku z racji niepełnoletności został skazany na 30 dni pozbawienia wolności. Dołączył do serbskojęzycznej szkoły rolniczej w Prisztinie, a po jej ukończeniu przez krótki czas pracował jako dziennikarz dla tygodnika Rilindja.
W 1950 roku rozpoczął studia albanistyczne na Uniwersytecie Belgradzkim, które ukończył po pięciu latach. Wrócił do pracy w czasopiśmie Rilindja (które zmieniło częstotliwość wydawania z tygodnika do dziennika), dla którego przez następnych 12 lat pracował jako redaktor oraz felietonista, a w 1967 roku objął funkcję redaktora naczelnego; jednocześnie przez cztery lata pracował jako dyrektor jednego z teatrów na terenie Kosowa.
W 1969 roku został profesorem albanistyki w Wyższej Szkole Pedagogicznej w Prisztinie, a w 1975 roku obronił pracę magisterską pod tytułem Humori dhe satira në letërsinë shqipe.
Współzałożył Radę Wolności i Praw Człowieka oraz Demokratyczną Ligę Kosowa, której jednak nie został członkiem.
Zmarł 12 stycznia 2017 roku w Prisztinie, został pochowany w tymże mieście.

## Wybrane utwory[1][2]
- Abrakadabra
- Alhqipëria e Marije Shllakut (monografia)
- Shtatë persona ndjekin autorin
- Vija e vrragë
- Proza e Migjenit (1955)

## Życie prywatne
Miał wnuka Adriatika.